# Manuel Sanhouse
Manuel Alejandro Sanhouse Contreras (Santiago de Mérida, 16 de julho de 1975) é um ex-futebolista venezuelano, que atuava como goleiro.

## Carreira
Atuou entre 1999 e 2007 pela Seleção Venezuelana de Futebol, tendo atuado em três edições da Copa América. Sua participação com a camisa da Viño Tinto foi restrita: apenas 14 partidas, visto que Sanhouse era apenas a terceira (ou até a quarta) opção no gol venezuelano, atrás de Gilberto Angelucci, Renny Vega e Rafael Dudamel.